# おやじ太鼓
『おやじ太鼓』（おやじだいこ）は、1968年と1969年にTBS系列の「木下恵介アワー」（当時：日産自動車一社提供）枠で放送されたテレビドラマ。

## 概要
1967年から1974年にのべ15弾が放送された木下恵介アワーの第3弾と第5弾で、木下恵介監督・阪東妻三郎主演の映画『破れ太鼓』（1949年）をヒントにテレビドラマ化したものである。『3人家族』を挟んで前後2回にわたって第一部39回、第二部26回の全65話が放送された。

## あらすじ
鶴家は亀次郎を家長とする9人家族。亀次郎は一代で財を成した建築会社の社長だが、八方破れのワンマン体質。妻の愛子は典型的な良妻賢母タイプである。亀次郎が毎日のように怒り、雷を落とすので、子供たちは「おやじ太鼓」と呼んで恐れてはいるが、一方でそれを利用したりもしている。

## 放送データ
- 放送期間：（第一部）1968年1月16日 - 10月8日、（第二部）1969年4月22日 - 10月14日
- 放送時間：毎週火曜 21:00 - 21:30
- 放送回数：（第一部）39回、（第二部）26回、（合計）65回（オープニングの話数表示は通算の回数で表示されている）
- 放送形態：モノクロフィルム作品（1968年3月26日〈第11話〉まで）、カラーフィルム作品（1968年4月2日〈第12話〉以降）

## キャスト

### 鶴家
鶴亀次郎
演 - 進藤英太郎
鶴家の当主。建築会社を一代で築きあげた。
鶴愛子
演 - 風見章子
亀次郎の妻。
常に和服を着こなしており、7人の子供達を育てあげた良妻賢母。
鶴武男
演 - 園井啓介
長男（第一子）。
会社員。父の会社に勤めている。当初は片桐貴枝子と交際していたが、のちに待子と結婚した。
鶴洋二
演 - 西川宏
次男（第二子）。
絵本作家志望。ピアノが得意。
鶴秋子
演 - 香山美子
長女（第三子）。
会社員。
鶴三郎
演 - 津坂匡章
三男（第四子）。
大学生。二浪して大学に入学した。
鶴幸子
演 - 高梨木聖
次女（第五子）。
二十歳。女子大生。
鶴敬四郎
演 - あおい輝彦
四男（第六子）。
受験生。大学受験に失敗して浪人する。
鶴かおる
演 - 沢田雅美
三女（第七子）。
中学生→高校生。鶴家の末っ子。
鶴待子
演 - 春川ますみ
武男の妻。旧姓・島。
第2部より出演。第40話（第2部 第1話）で既に結婚していて新婚旅行中。
お敏
演 - 菅井きん
お手伝い。
鶴家の家政婦。鶴家が巻き起こす騒動に振り回される事もしばしば。愛煙家で、仕事の合間に一服している場面がある。
イネ
演 - 岸輝子
お敏の母。
初子
演 - 新田勝江
お手伝い。

### 鶴家の関係者
正子
演 - 小夜福子
高円寺の伯母。
亀次郎の死んだ兄の嫁。
六さん
演 - 長浜藤夫
イネの初恋の人。
堀
演 - 小池栄
建設会社の部長。
堀あや
演 - 村瀬幸子
堀の母。
田村
演 - 曾我廼家一二三
運転手。
第1部に登場。第50話（第2部第11話）にもゲストで登場。
黒田
演 - 小坂一也
運転手。
第2部に登場。第57話（第2部第18話）に初登場。
待子の母
演 - 初井言栄
第56話（第2部第17話）に登場。

### 鶴家の家族の恋人・友人
片桐黄枝子
演 - 堀井永子
武男の恋人。最終的に結婚はしない。
水原トシ
演 - 西尾三枝子
洋二の恋人。
神尾光
演 - 竹脇無我
秋子の恋人。
神尾光の祖母
演 - 東山千栄子
第18話、第19話、第23話、第37話、第38話に登場。
赤松
演 - 河原崎次郎
三郎の演劇仲間。
陽子
演 - 清水良英
赤松の妻。
西川
演 - 山口崇
かおるの高校の教師、幸子の恋人。
杉本
演 - 池田二三夫
敬四郎の浪人仲間。
第9話、第15話、第17話、第21話、第28話に登場。
井沢久代
演 - 聖みち子
敬四郎の憧れの高校の同級生。
第13話、第14話、第21話、第28話に登場。

### ゲスト
部長
演 - 武内亨
かおるの同級生
演 - 木内みどり
第11話に登場。
かおるの同級生
演 - 鷲尾真知子
第11話に登場。
おみね
演 - 西岡慶子
すし屋の出前持ち
演 - 玉川長太
第12話、第16話、第2部第4話、第19話に登場。
井沢久代
演 - 聖みち子
敬四郎の予備校の同級生
演 - 岡本富士太
第15話に登場。
洗濯屋
演 - 笠井一彦
西田
演 - 木村憲次
第21話に登場。
林
演 - 北見治一
ルル子
演 - 小城由美
渡辺
演 - 松本典子
バンコクのガイド。第40話 - 第42話（第2部第1話 - 第3話）に登場。
バンコクの寿司屋主人
演 - 柳谷寛
第42話（第2部第3話）に登場。
大手（娘）
演 - 田村寿子
大手（父）
演 - 三島雅夫
芙佐枝
演 - 岩倉高子
鈴木一造
演 - 橋本功
浜松のいっちゃん。亀次郎の友人（故人）。第62話（第2部 第23話）に登場。
いっちゃんの隣人
演 - 浦辺粂子
第62話（第2部 第23話）に登場。
バーテン
演 - 小笠原良智
谷村
演 - 岡本富士太
洗濯屋。かおるの憧れの人。第65話（第2部 第26話）に登場。

## スタッフ
- 企画：木下恵介
- 脚本：木下恵介、山田太一
- 演出：桜井秀雄、川頭義郎
- 音楽：木下忠司
- プロデューサー：小梶正治（第一部）、四方基（第二部）
- 制作：松竹、木下恵介プロダクション、TBS

## 主題歌・挿入歌
おやじ太鼓
主題歌
作詩・作曲：木下忠司 / 唄：あおい輝彦
作中で鶴家の家族が歌う描写が度々あり、設定では次男・洋二が父のために作詞作曲したということになっている。

僕の秘密
挿入歌
作詩・作曲：あおい輝彦 / 唄：あおい輝彦